# Avenue Nippone
L'avenue Nippone est une impasse bruxelloise de la commune d'Auderghem près de station de métro Beaulieu, qui débute rue Maurice Charlent sur une longueur de 80 mètres.

## Historique et description
Le 5 mai 1986, le conseil communal situe cette voie entre la rue Maurice Charlent n° 64 et l’école japonaise. 
À l’arrière de la rue, la Japanese School of Brussels existe depuis 1979 et explique le choix du nom de rue.

## Situation et accès
| ___ | Ce site est desservi par la station de métro : Beaulieu. |